# الواد (كهف)
الواد هو موقع أثري من العصر الحجري القديم في جبل الكرمل بشمال فلسطين المحتلة/ إسرائيل. يتشكل الموقع من عنصرين: الواد الكهف والمعروف أيضا باسم مغارات الواد أو كهف هاناهال ((بالعبرية: מערת הנחל‏))؛ وتراس الواد الواقع خارج الكهف مباشرة. جنبا إلى جنب مع المواقع القريبة مثل كهف تابون وكهف جمال وكهف السخول، فإن كهف الواد هو جزء من محمية ناحال معروت الطبيعية، وهو حديقة وطنية وموقع للتراث العالمي لليونسكو.